# Dolní Lysečiny
Dolní Lysečiny est un village de République tchèque faisant partie de la commune de Horní Maršov.